# Joe Modise
Johannes "Joe" Modise (Doornfontein, Johannesburg, 23 de maig de 1929 - Pretòria, Gauteng, 26 de novembre de 2001) va ser un polític sud-africà. Va ser un dels fundadors d'Umkhonto We Sizwe, el braç armat del Congrés Nacional Africà (ANC), i posteriorment es va convertir en el primer Ministre de Defensa negre de Sud-àfrica, càrrec que va ocupar de 1994 a 1999.
Camioner d'Alexandra, a Gauteng, es va interessar per la lluita contra l'apartheid de molt jove. Les seves primeres participacions s'enquadraven en la lluita no-violenta, essent un dels jutjats en el Procés per Traïció del 1956, juntament amb Nelson Mandela, Joe Slovo i d'altres líders anti-apartheid. Com tots els altres, va ser declarat no culpable.
Durant la dècada de 1960, amb motiu de l'augment de la violència per part del govern, el Congrés Nacional Africà va decidir començar un seguit d'activitats de sabotatge per pressionar més els dirigents sud-africans. És per això que Modise es converteix en guerriller. En aquest nou càrrec, la seva missió consistia en l'entrenament i l'organització de diverses cèl·lules operatives. Joe Modise es va convertir en el primer Comandant en Cap d'Umkhonto We Sizwe ("MK"), mentre que Chris Hani es convertia en Cap de Personal.
Finalment, Modise participaria en les negociacions entre el Congrés Nacional Africà i el Partit Nacional que van conduir a les primeres eleccions democràtiques celebrades a Sud-àfrica el 1994. Amb la victòria de l'ANC, Nelson Mandela es va convertir en el primer President negre de Sud-àfrica, i va nomenar Modise Ministre de Defensa, essent també el primer negre a ocupar aquest càrrec. Una de les primeres mesures que va prendre com a Ministre de Defensa va ser integrar els sectors guerrillers de l'MK a les noves Forces de Defensa Nacional de Sud-àfrica (SANDF.)

## Controvèrsies
El 1969, Chris Hani va publicar el 'Memoràndum Hani', en el qual era molt crític amb el lideratge de Modise de l'MK des de l'exili.
També va ser molt controvertida la seva època com a Ministre de Defensa, ja que es va criticar que va realitzar negocis lucratius a través de contractes relacionats amb les armes. La seva participació en casos de suborns a polítics i funcionaris sud-africans per part d'empreses armamentístiques europees encara no s'ha aclarit. Actualment, s'estan realitzant investigacions a Alemanya, el Regne Unit i a la mateixa Sud-àfrica, descobrint-se de mica en mica una complexa trama de corrupció, que cada vegada es fa més gran. Diversos líders destacats de l'ANC, com ara el mateix Modise, el seu successor Fana Hlongwane, l'expresident sud-africà Thabo Mbeki, així com el President de l'ANC Jacob Zuma, podria ser que s'haguessin beneficiat d'aquests tractes.
Modise va ser guardonat amb la Gran Creu d'Or, el màxim honor civil entrega pel govern sud-africà. Modise va morir de càncer a Pretòria a l'edat de 72 anys. Està enterrat al Cementiri Westpark de Johannesburg. S'havia casat amb Jackie Sedibe, antiga Cap de Comunicacions de l'MK i la primera dona a arribar al càrrec de general al SANDF.